# Dierama insigne
Dierama insigne är en irisväxtart som beskrevs av Nicholas Edward Brown. Dierama insigne ingår i släktet Dierama och familjen irisväxter. Inga underarter finns listade i Catalogue of Life.